# San'in
San'in (山阴地方 San'in Chiho ?) là một vùng ở phía tây nam của đảo Honshu, Nhật Bản. Nó bao gồm phần phía bắc của vùng Chugoku, giáp với biển Nhật Bản.

## Tên
Tên San'in trong tiếng Nhật được hình thành từ hai chữ Hán ký tự. Đầu tiên, 山 có nghĩa là "núi", và thứ hai, 阴 đại diện cho "âm" trong âm dương. Tên có nó nghĩa là phía Bắc của núi râm mát, trái ngược với "phía Nam nắng gắt" trong khu vực San'yō.